# Фаррелл, Марк (политик)
Марк Фаррелл (англ. Mark Farrell) — государственный и политический деятель Соединённых Штатов Америки.

## Биография
Родился 15 марта 1974 года в Сан-Франциско, штат Калифорния. Его мать Лена Эволдт работала стюардессой, родом из германского города Киля, его отец Джон Фаррелл, бывший лётчик ВВС, ныне адвокат. Марк Фаррелл вырос в районе Дворца изящных искусств на улице Бродерик. Марк Фаррелл часто отдыхал летом у родственников матери в Германии.
Окончил католическую школу для мальчиков, а затем католический колледж Святого Игнатия. В 1996 году получил степень бакалавра наук в Университете Лойолы Мэримаунт в Лос-Анджелесе, затем стал магистром наук в Университетского колледжа Дублина в Ирландии, а в 2001 году стал доктором наук, окончив юридический факультет Пенсильванского университета в Филадельфии. Его жена Лиз выросла в Данвилле, работала продюсером утренних телевизионных новостей и в настоящее время является домохозяйкой, проживает в доме со своими детьми Мэдисон и Джеком.
23 января 2018 года Марк Фаррелл был назначен мэром Сан-Франциско Советом наблюдателей, сменив на этом посту исполняющую обязанности мэра Лондон Брид, которая будучи председателем Совета наблюдателей, исполняла обязанности мэра после смерти Эдвина Ма Ли 12 декабря 2017 года. Срок полномочий Марка Фаррелла истёк 11 июля 2018 года после проведения общегородских специальных выборов, состоявшихся 5 июня 2018 года. Марк Фаррелл не выдвигал свою кандидатуру на новый срок и мэром стала Лондон Брид.